# Monolepta hongkongense
Monolepta hongkongense es una especie de insecto coleóptero de la familia Chrysomelidae.
Fue descrita científicamente en 1967 por Kimoto.